# Aiguabarreig (Mequinenza)

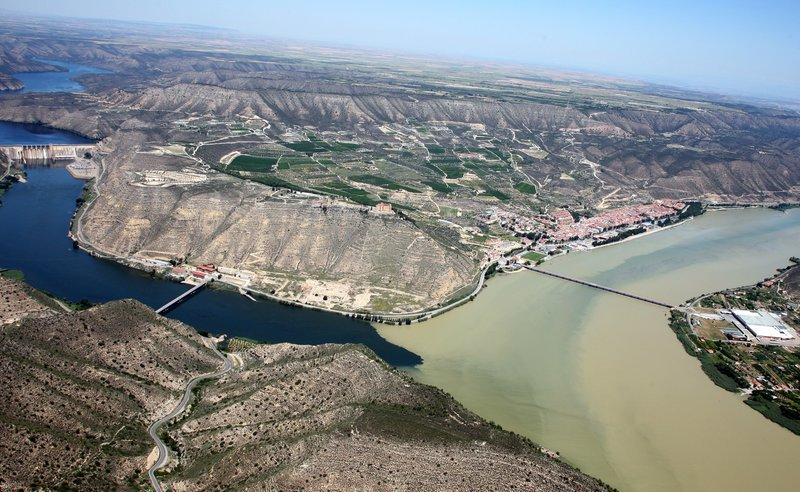
Aiguabarreig in Mequinenza.

Aiguabarreig is een natuurlijke gebied dat van groot belang is als een gebied van voortplanting, overwintering en rust van trekfauna in Mequinenza (Bajo Cinca, Aragón, Spanje). Het vormt de grootste samenvloeiing van de rivieren van het Iberisch schiereiland (met de unie van de rivieren Ebro, Segre en Cinca) en een van de grootste van heel Europa. Wordt beschouwd als een van de grootste ecologische natuurgebieden van Aragon.

## Naam
De term "Aiguabarreig" komt van het Catalaanse woord dat het mengsel van water aanduidt op de plaats waar twee of meer waterstromen samenkomen en één vormen. De Aiguabarreig Segre-Cinca-Ebro wordt gevormd op het moment dat de Cinca-rivier zijn water naar de Segre-rivier brengt, in het gemeentelijk gebied van La Granja d'Escarp, en dan komen ze aan bij de rivier de Ebro, al in Mequinenza.

## Aardrijkskunde
Territoriaal is het gelegen in het centrum van de Ebro-vallei . Het grenst in het westen aan de Monegros, in het oosten aan Almatret en in het zuiden aan het Ribarroja-stuwmeer. Aiguabarreig van Mequinenza wordt gecontroleerd door de speciale beschermingszone Matarranya-Aiguabarreig met een lengte van 36.821 ha, waarvan 7.417,26 ha in de gemeente Mequinenza. De speciale beschermingszone omvat het centrale gebied van de Aiguabarreig, van het zuiden van Torrente de Cinca, het hele Mequinenza- rivierengebied tot de kruising met de Matarraña-rivier in de gelijknamige regio.

## Landschap

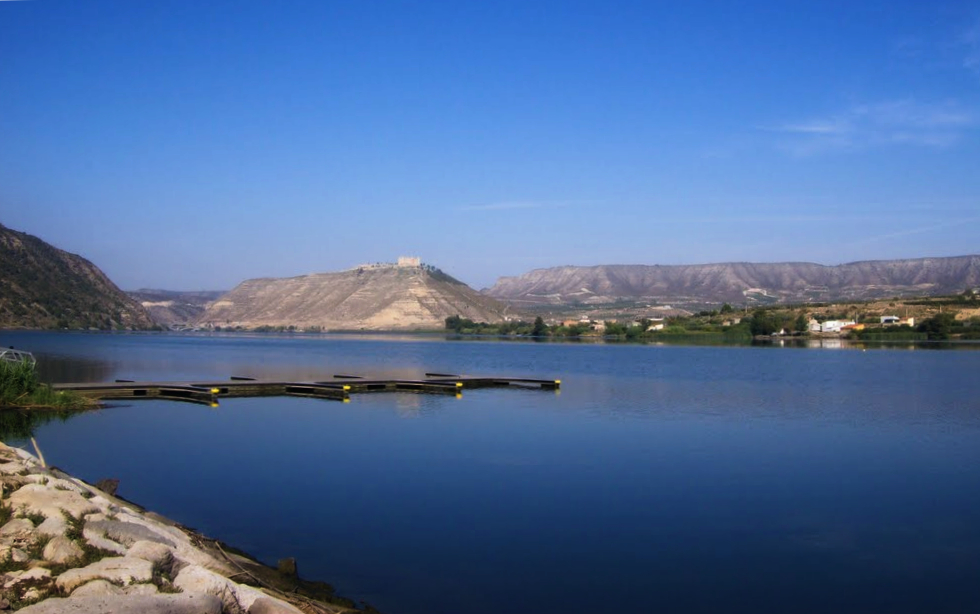
Aiguabarreig Mequinenza.

In Aiguabarreig vinden we honderden meters waterbreedte, met talrijke riviereilanden en oeverbossen, van de grootste in het Ebro- gebied, grote hoeveelheden rietvelden, kiezelstranden en "galachos". Het is ook het punt van samenvloeiing van de steppeflora, van de droge zone van Monegros en de mediterrane flora die opstijgt door de Ebro-vallei, inclusief enkele elementen van de berg. De verweven verbinding van rivieroevers en lagunes met een dorre en mediterrane omgeving waar verticale kliffen in overvloed zijn en tegelijkertijd fruitbomen geven deze uitzonderlijke biologische rijkdom.
Het landschap heeft een groot contrast tussen het grote moerasland dat de kruising vormt van de Ebro, Segre en Cinca rivieren en de omringende droogte, een omstandigheid die deze plek tot een strategisch punt maakt voor veel vogels, of het nu gaat om overwinteren, om zich voort te planten of om te stoppen. In de lange trekroute. Het feit dat hij midden in de Ebro-depressie ligt en de nabijheid van het Delta-natuurpark, zorgt ervoor dat de Aiguabarreig een buitengewone biologische verbinder wordt.

### Vegetatie
In de Aiguabarreig is er herbevolkte vegetatie van Pinus halepensis . Er is ook aanwezigheid van Rosmarinus officinalis en sommige thermofiele soorten, aangezien het vaak voorkomt dat er verschillende voeten of kleine massa's Quercus coccifera of Juniperus phoenicea in zijn boezem verschijnen. Er zijn ook enkele karakteristieke soorten zoals Populus alba, Salix alba of Tamarix gallica, en helofyten zoals Phragmites australis of Typha domingensis .

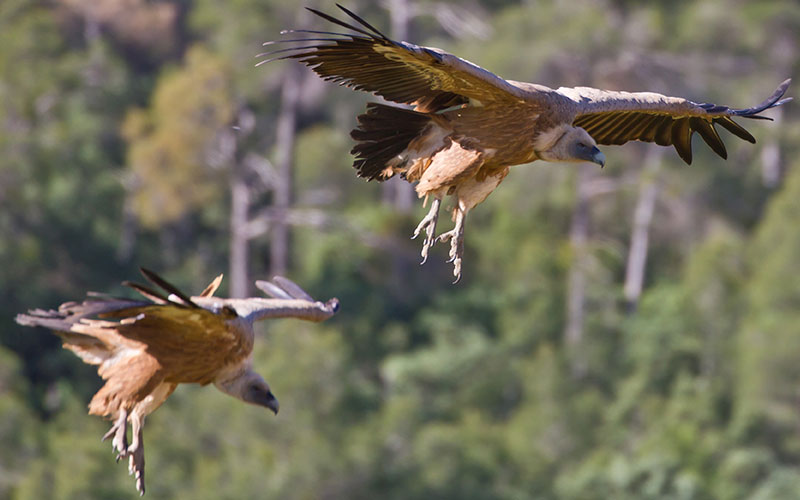
Gyps fulvus in Mequinenza.

Dankzij deze kenmerken leven soorten uit zeer tegenovergestelde omgevingen naast elkaar, waar vogels de meest prominente groep vormen, variërend van kolonies van Ardeidae, op de riviereilanden tot alle soorten biddende vogels, evenals vogels die typerend zijn voor woestijnomgevingen, waaronder een uitgebreide vertegenwoordiging van soorten die schaars en bedreigd zijn in Europa. Andere goed vertegenwoordigde faunagroepen zijn: reptielen, amfibieën en zoogdieren, de laatstgenoemden, met een buitengewone vertegenwoordiging van verschillende soorten vleermuizen, een overvloedige populatie herten, reeën, de aanwezigheid van de otter en de steeds vaker voorkomende wilde geit, die in staat zijn om te bereiken en ze te observeren vanuit dezelfde stad of in het kasteel van Mequinenza . De endemismen zijn opmerkelijk in de entomofauna en in de wateren, samen met de Naiads, leven ze met moeite (vanwege de effecten van de reservoirs en de introductie van vissoorten voor sportdoeleinden) populaties van inheemse vissen zoals de "fraret". Door de opeenhoping van sedimenten in het Ribarroja-reservoir zijn de afgelopen jaren verschillende eilanden ontstaan tussen de eerste samenvloeiingen van de Segre en de Cinca tot aan de Ebro, al in de Aragonese bevolking van Mequinenza . Onder hen is het de moeite waard om de Illa dels Martinets te benadrukken die in de loop der jaren een belangrijke nestkolonie is geworden voor vele soorten Ardeida e, zoals de zilverreiger, de grote zilverreiger, de kleine zilverreiger, de kleine roerdomp en de zwartgekroonde nacht. reiger . In de afgelopen jaren was het mogelijk om tussen de massa's riet Squacco reiger en Euraziatische roerdomp.
De bossen aan de rivier en het goed bewaarde en grootschalige riet herbergen een ornithische populatie, interessant en goed gevoed, die het hele jaar door kan worden waargenomen, gebruikmakend van de verschillende fasen van dit ecosysteem; Spoor (vogel), Pythidae, Lijster (vogel), Mees (vogel), Vink, Vlaggenlijn (vogel) . In de steppemilieu vinden we: Trap, Zwartbuikzandhoen, Pin-tailed Sandhouse, European Roller, Shortteenleeuwerik en Kleine Kortteenleeuwerik . Enkele van de meest karakteristieke soorten in het gebied van de overgang zijn orpheusgrasmus, Brilgrasmus, Blauwe Rotslijster, Zwarte tapuit en Blonde Tapuit . Onder het riet bevinden zich soorten zoals Calopteryx virgo, Sympetrum flaveolum, Ishnura pumilio en zelfs Anax imperator .
Markeer ten slotte de steile hellingen, kenmerkend voor de Ebro-vallei, en die ongetwijfeld een grote groep van oeverstaten herbergt, vooral vogels van de gebeden, die in staat zijn om velen van hen zonder grote moeite te observeren, waaronder sommige met een grote belangstelling voor natuurbehoud, op nationaal en regionaal niveau: vale gier, aasgier, steenarend, bonelli's arend, laarsarend, slangenarend met korte tenen, buizerd, bruine kiekendief, zwarte wouw, rode wouw, slechtvalk en oehoe. De amfibieën en reptielen die in de Aiguabarreig worden geïdentificeerd zijn gewone vroedvrouwenpad, pelobates cultripes, peterseliekikker, gewone pad, rugstreeppad, Perez's kikker, Spaanse vijverschildpad, Europese vijverschildpad, Tarentola mauritanica, Acanthodactylus erythrurus, Ocellated lizard, Podarcis hisromus algirus, Psammodromus hispanicus, Ladderslang, Coronella girondica, Malpolon monspessulanus en Natrix maura.

## Cultureel erfgoed
Sportvissen en navigeren zijn twee van de meest voorkomende activiteiten. De Aiguabarreig is, dankzij de visserij, een internationaal bezienswaardigheid met honderden vissers, vooral Midden-Europeanen, die deze rivieren elk jaar bezoeken en genieten van het uitgebreide netwerk van bestaande aanbiedingen rond deze activiteit. De soorten geïntroduceerde vissen, die een grote aantrekkingskracht uitoefenen op de visser, zijn vooral de zwarte baars, de snoekbaars of de bekende meerval . We mogen de honderden natuuronderzoekers niet vergeten die het gebied elk jaar bezoeken, aangetrokken door zijn grote biologische diversiteit, met name vogelaars. De omgeving van de Aiguabarreig wordt gekenmerkt door het bekken van Mequinenza en de meer dan 150 jaar mijngeschiedenis in de stad. De winning van bruinkool en het transport ervan hebben de dorpen van Aiguabarreig gekenmerkt, gezien de nauwe verbinding met de rivieren. Symbool zijn de uitgestorven "llauts", boten die de mensen en de cultuur van alle dorpen langs de rivier bij elkaar hielden. Je kunt nog steeds verschillende mijnen van industrieel erfgoed zien rond de rivieren waarvan de wateren dienden om steenkool te vervoeren in typische Mequinenza- schepen die bekend staan als "llauts".

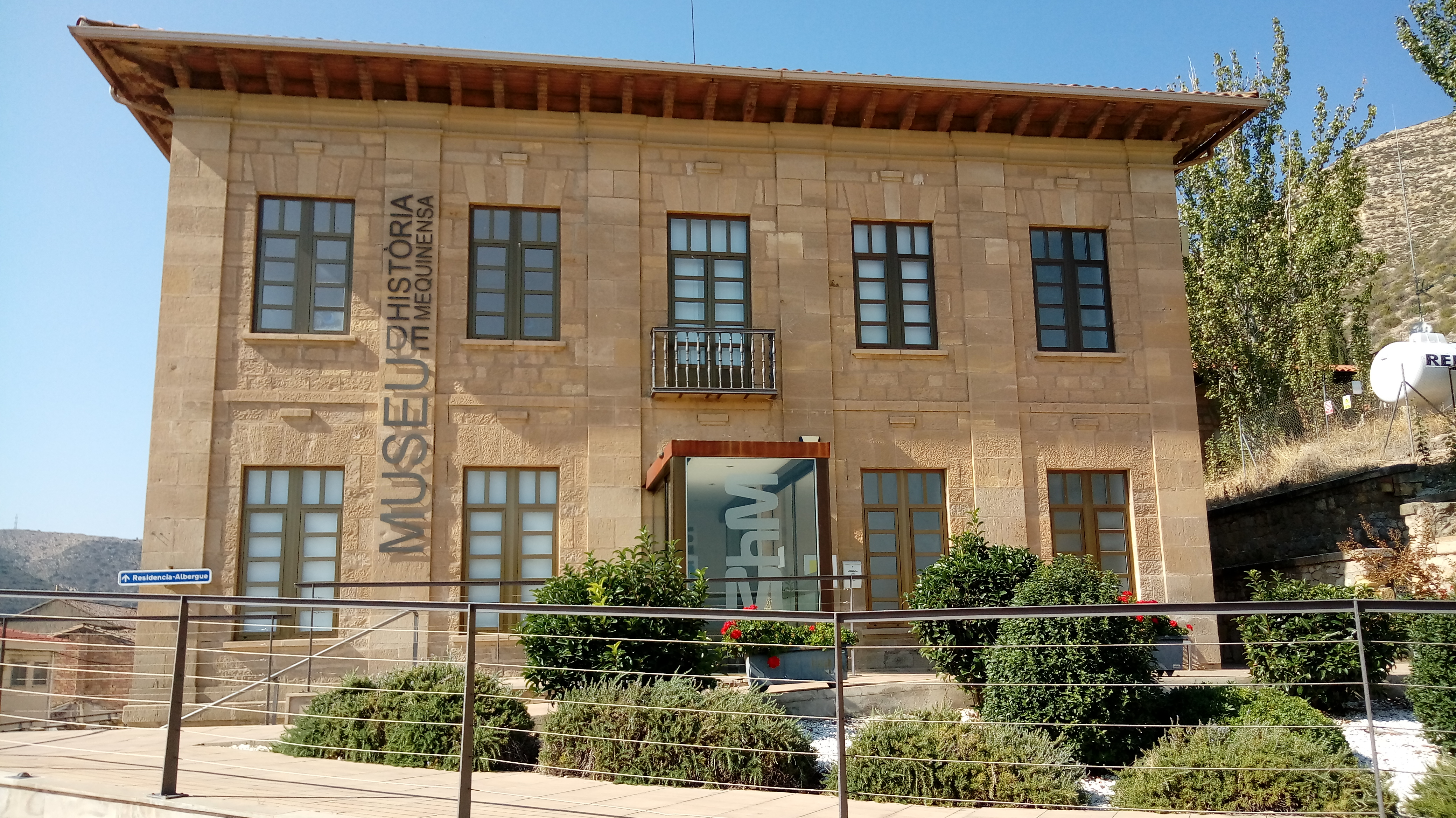
Historisch museum van Mequinenza.

Musea van Mequinenza richten zich op de mijnbouw en het historische erfgoed van de oude binnenstad van Mequinenza, die werd afgebroken en onder water van de rivier de Ebro kwam te staan na de bouw van de reservoirs Ribarroja en Mequinenza. In het Museum van de Mijn kun je een authentieke kolenmijn bezoeken van meer dan een kilometer binnenroute met historisch materiaal en machines die al meer dan 150 jaar worden gebruikt voor de winning van steenkool in het mijnbekken van Mequinenza . In het Museum van de Geschiedenis van Mequinenza kun je het verleden van de bevolking ontdekken, van de prehistorie tot de sloop van de oude stad Mequinenza, evenals een ruimte gewijd aan de mequinenzano-schrijver Jesús Moncada.

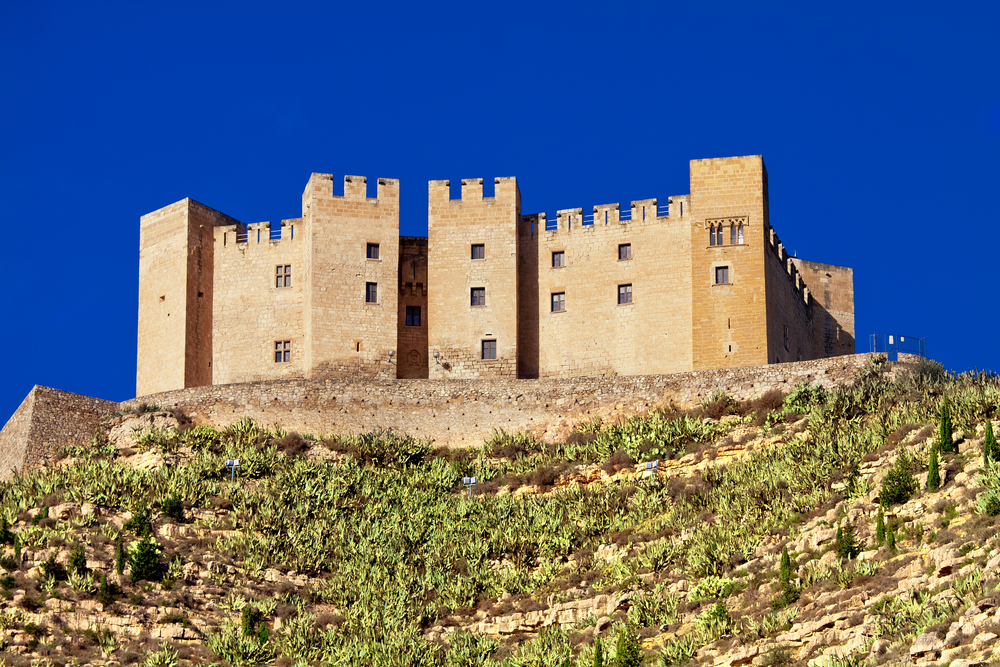
Kasteel van Mequinenza.

Kasteel van Mequinenza staat bijna aan de rand van een grote steile helling aan de samenvloeiing van de rivieren Ebro, Segre en Cinca in Mequinenza . De plant is een onregelmatige vierhoek, met zeven rechthoekige torens behalve één, de meest robuuste, die vijfhoekig is. Er zijn maar weinig forten die een betere locatie hebben dan deze, met uitzicht op een uitgestrekt en indrukwekkend landschap over de samenvloeiing van de rivieren en hun omringende landen, die op heldere dagen de Pyreneeën bereiken. Het gebouw is een authentiek kasteel-paleis, een van de beste die gotische kunst nagelaten heeft aan de kroon van Aragon, daterend uit de veertiende en vijftiende eeuw. Een deel van de oude bevolking van Mequinenza kan vandaag worden bezocht omdat het een groot openluchtherinneringspark is geworden na de sloop en overstromingen door de Ebro-moerassen. De oorspronkelijke paden van de straten zijn hersteld van de runen en van de huizen die boven het waterpeil stonden. De oude Mequinenza, de 'oude stad' zoals de mequinenzanos die kennen, is een uitnodiging om door de herinnering aan de straten en steegjes te wandelen, om een deel van de oude kerk te herontdekken, om je de oude dokken voor te stellen en om duizend verhalen, curiosa te leren kennen. en legendes van die duizendjarige en historische stad van zeevaarders en mijnwerkers aan de oevers van de rivier de Ebro.